# Sant Nicolau de Madrid
L'església de Sant Nicolau de Bari o Los Servitas es troba a la plaça de San Nicolás de Madrid (Espanya) i és una de les esglésies més antigues de la ciutat i actualment parròquia de la comunitat italiana.

## Història
L'església de Sant Nicolau de Bari està nomenada en el Fur de Madrid de 1202 com una de les parròquies de la ciutat. Actualment és una de les esglésies més antigues de Madrid, després de l'enderrocament de l'església de Santa Maria de l'Almudena, títol que disputa amb l'ermita de Santa Maria l'Antiga. Les restes arqueològiques conservades i la seva situació fan pensar que va poder ser una mesquita musulmana. El més probable és que la seva construcció dati del segle xii, ja que la seva torre, declarada monumento nacional en 1931 i situada al sud de l'edifici, té totes les característiques de ser un campanar mudèjar d'aquella època. La nau i capelles van ser reformades al segle xvii.
En la restauració de l'any 1805, l'església de Sant Nicolau va perdre el rang de parròquia en favor de la veïna d'El Salvador pel que l'edifici va quedar abandonat fins que el 1825 va ser cedit a la congregació de l'ordre Tercera de Servites, els qui van restaurar i van condicionar el temple. En 1842 a causa de la demolició de la parròquia d'El Salvador, va retornar la parroquialitat a Sant Nicolau, però l'any 1891 es va tornar a traslladar a la que havia estat església de l'hospital d'Antón Martín al carrer Atocha, avui parròquia del Salvador i Sant Nicolau, quedant el vell edifici com a església de Sant Nicolau dels Servites, nom amb el qual és coneguda actualment.
A la fi del segle xx es van executar intervencions destacades, sent la principal la realitzada el 1983. En algunes d'aquestes intervencions es va realitzar la substitució de la pedra, que devia estar molt deteriorada, a la zona de l'absis, on s'aprecien acabats diferents a la pedra original.